# Iduna Paalman
Iduna Paalman (Rolde, 1991) is een Nederlandse dichter, schrijver, presentator en columnist.

## Biografie
Paalman studeerde Duitse Taal en Cultuur aan de Universiteit van Amsterdam en aan de Humboldt Universität in Berlijn. In 2010 deed ze mee aan het schrijversplatform ABC Yourself onder begeleiding van Edward van de Vendel. In 2012 werden enkele blogs en korte verhalen van Paalman uit die periode gepubliceerd bij uitgeverij Lemniscaat onder de titel Hee maisje!. Sinds 2016 is ze columnist voor het magazine Hard//hoofd. Haar werk verscheen onder meer in Revisor, De Gids en Het Liegend Konijn.
In 2019 debuteerde Paalman als dichter met de bundel De grom uit de hond halen. Recensies prezen haar lichtvoetige omgang met existentiële angsten, haar heldere stijl en rijke taalgebruik, de bundel werd genomineerd voor de Buddingh- en de Ida Gerhardt Poëzieprijs, en de Volkskrant riep haar uit tot literair talent van het jaar. Het jaar erna won Paalman de Poëziedebuutprijs aan Zee.
In 2022 verving ze Petra Grijzen als presentator van de NPO Radio 1 en NTR wetenschapspodcast Atlas. In 2023 werd de J.C. Bloem-poëzieprijs aan haar toegekend.